# Котеана (Олт)
Котеана (рум. Coteana) насеље је и општина у Румунији у жупанији Олт. Oпштина се налази на надморској висини од 143 m.

## Историја
Место уз назив има одредницу "Срби", што сведочи о некадашњем присуству Срба.

## Становништво
Према подацима из 2002. године у насељу је живело 3014 становника.

### Попис2002.
| Расподела становништва по националности 2002.‍ | Расподела становништва по националности 2002.‍ | Расподела становништва по националности 2002.‍ | Расподела становништва по националности 2002.‍ | Расподела становништва по националности 2002.‍ |
| --------------------------------------------- | --------------------------------------------- | --------------------------------------------- | --------------------------------------------- | --------------------------------------------- |
|                                               |                                               |                                               |                                               |                                               |
| Румуни                                        | Румуни                                        |                                               | 2.996                                         | 99,5%                                         |
| Роми                                          | Роми                                          |                                               | 14                                            | 0,5%                                          |